# Чжун-цзун (династія Тан)
Чжун-цзун (кит.: 中宗; піньїнь: Zhōngzōng; 26 листопада 656 — 3 липня 710) — 4-й імператор династії Тан у 684, 705–710 роках, девіз правління Сішен.

## Життєпис

### Молоді роки
Народився 26 листопада 656 році. Отримав ім'я Лі Сіань. Був третім сином імператора Гао-цзуна та У Цзетянь. У 657 році отримав титул князя Чжоу та префекта Лояна. В подальшому займав номінальну посаду, весь час перебуваючи у столиці, місті Чанань, біля батька. У 677 році отримав новий титул — князя Інь та змінив ім'я на Лі Чже. Його мати У Цзетянь робила усе, щоб він став спадкоємцем трону. У 680 році внаслідок палацових інтриг він став спадкоємцем трону. У 681 році під час хвороби батька отримав владні повноваження.

### Правління
Після смерті батька наприкінці 683 року Лі Чже отримав повну можливість стати імператором, що й відбулося навесні 684 року. Взяв ім'я Чжун-цзун. Втім відразу стикнувся з амбіціями матері У Цзетянь. У підсумку Чжун-цзуна було повалено й відправлено у заслання до сучасної провінції Хубей. Він знову став Лі Чже з титулом князь Лулінь. Він не брав участі у змовах проти матері, коли та остаточно перебрала на себе владу. Зрештою, у 705 році хвора У Цзетянь оголосила Лі Чже спадкоємцем трону. Того ж року після смерті матері він знову став імператором під колишнім ім'я Чжун-цзун.
Другий період правління Чжун-цзуна відзначився новою боротьбою кланів. Цього разу владу фактично захопила дружина Чжун-цзуна — імператриця Вей. У цей час встановлюються торговельні стосунки з північною державою Бохай. Врешті-решт, 3 липня 710 року Чжун-цзуна за наказом імператриці Вей було отруєно.